# 후지필름 X-E3
후지필름 X-E3는 후지필름이 2017년 9월 7일에 발표한 레인지 파인더 스타일의 디지털 미러리스 카메라이다. 후지필름 X-시리즈의 일부이다.